# Liste des constitutions d'Haïti
La Liste des constitutions d'Haïti présente l'ensemble des constitutions qui furent adoptées par les différents pouvoirs et régimes haïtiens depuis son indépendance.
Le nombre important de constitutions reflète l'instabilité politique d'Haïti depuis son indépendance. Les constitutions sont des enjeux de pouvoirs souvent personnels. Certaines d'entre elles sont, cependant, des textes constitutionnels qui organisent les institutions nationales dans un cadre républicain et démocratique. C'est le cas notamment de la constitution de 1987.

## Liste chronologique des constitutions
Haïti a connu au cours de son histoire près de 23 constitutions différentes...

### La Constitution de Saint-Domingue
Constitution de 1801, présentée le 9 mai 1801 et adoptée officiellement le 3 juillet 1801 dans l'ancienne colonie française de Saint-Domingue. Constitution autonomiste adoptée par la future République d'Haïti (1er janvier 1804).

### La Constitution de 1805
Constitution de 1805, Constitution impériale, Jean Jacques Dessalines devient empereur à vie avec le droit de nommer son successeur.

### La Constitution de 1806
Constitution de 1806, écrite en grande partie par Alexandre Pétion et présentée le 27 décembre 1806. Elle n'est appliquée que dans le sud du pays, alors séparé en deux entités. Avec pour capitale Port-au-Prince, l'Haïti du Sud, appelé la République d'Haïti affronte longuement l'état nordiste gouverné par Henri Christophe, d'abord président de l'état d'Haïti et, après 1811, roi du Royaume d'Haïti.
En 1816, Alexandre Pétion révise la constitution par décret présidentiel et devient président à vie avec le pouvoir de choisir son successeur.

### La Constitution de 1807
Constitution de 1807, Constitution républicaine élaborée pour le régime de Henri Christophe : L'état d'Haïti avec pour capitale Cap-Haïtien et gouvernant le nord de l'île.

### La Constitution de 1811
Constitution de 1811, prenant effet sur le nord d'Haïti uniquement. Elle remplace le système républicain de l'état d'Haïti par un système monarchique avec le président Henri Christophe comme nouveau Roi.
Une révolution en 1820 met fin à la fois au régime monarchiste et à la séparation d'Haïti. Le sud, la république, réunifie le pays.

### La Constitution de 1843
Une révolution fait chuter Jean-Pierre Boyer et met Charles Rivière-Hérard. Son nouveau régime est claqué sur celui de Boyer et devient président à vie.

### Retour à la Constitution de 1816 (1846)
Jean-Baptiste Riché prend le pouvoir en 1846 et rétablit la constitution de 1816 (révision elle-même de 1806)

### La Constitution de 1846
Constitution de 1846, présentée le 14 novembre 1846. Le président Jean-Baptiste Riché rétablit le Parlement. Il chute l'année suivante.

### La Constitution de 1849
Constitution de 1849, présentée le 20 septembre 1849 par Faustin Soulouque alors président de la République. Il est proclamé empereur et ouvre ainsi l'ère du Second Empire d'Haïti.

### Constitution de 1867
14 juin 1867, nouvelle constitution, qui est suspendue en 1868, rétablie en 1870.

### La Constitution de 1874
Constitution de 1874. Le Sénat devait être choisi sur une liste envoyée au gouvernement, l'exécutif exerce le pouvoir pour une durée de huit ans et est élu par l'Assemblée L'exécutif a le pouvoir de dissoudre les Chambres et de créer un Conseil d'État à l'aide du gouvernement. Pouvoir a été donnée au président pour un an pour choisir les juges et les magistrats.

### La Constitution de 1889
Constitution de 1889, le 9 octobre 1889. Conçu sur le modèle de celle de 1879, qui elle-même a été calquée sur la constitution 1846.

### La Constitution de 1918
Constitution de 1918, présentée le 12 juin 1918. Constitution préparée par les États-Unis qui occupent le pays depuis 1915. Adoptée par plébiscite.

### La Constitution de 1935
Constitution de 1935. Constitution fasciste et anti-démocratique du 2 juin 1935 préparée par le dictateur Sténio Vincent.

### Retour de la Constitution de 1932 (1942)
Constitution de 1932 constitution a été rétabli le 12 août 1942.

### La Constitution de 1946
Constitution de 1946, le 22 novembre. Constitution de Dumarsais Estimé.

### La Constitution de 1950
Constitution de 1950, cette constitution a donné le droit de vote aux femmes avec néanmoins le consentement au préalable des hommes. présentée le 28 novembre 1950.

### La Constitution de 1964
Constitution de 1964 - qui a permis à François Duvalier  de devenir président à vie.

### Constitution de 1971
Constitution de 1971 - Pouvoir héréditaire transmis à Jean-Claude Duvalier (Bébé Doc).

### La Constitution de 1983
Constitution de 1983 - Reconnaissance de la double-nationalité.

### La Constitution de 1987
La Constitution de 1987 interdit la double citoyenneté. Cette mesure vise à empêcher les Haïtiens-américains de se présenter à la présidence du pays. Elle a été adoptée par référendum le 29 mars 1987.